# Cristina del Valle
Cristina del Valle (Oviedo, Astúries, 1 d'agost de 1960) és una cantant i activista espanyola reconeguda en tot Europa i Amèrica Llatina per la seva destacada tasca altruista en contra de la violència de gènere. A més, forma part del duo espanyol «Amistades Peligrosas» amb el qual ha llançat sis àlbums d'estudi (2.000.000 de còpies venudes) i cinc en solitari. Al 2016 residia a Madrid.
Als sis anys comença els seus estudis musicals a Astúries. Comença professionalment en la música amb en el grup «Vodevil» i més tard edita dos discos en solitari amb el nom artístic de Cris.
El 1980, es traslladà a Madrid per començar criminologia i des de 1978 ha treballat en grups d'acció social, ONGs (Ayora, Solidaros, Apram, etc.) i partits d'esquerres donant suport a organitzacions que treballen per lluitar a favor dels drets humans, el poble sahrauí o contra la violència de gènere.
Com a cantant, va començar en el grup Vodevil, però després va treure en solitari el disc Cris. Durant els anys 1986-1989, ja amb el nom artístic Cris, va editar dos discos sota la multinacional WEA, produïts per Carlos Cárcamo. Feia «música enllaunada», molt característica dels anys vuitanta i els temes dels quals, encara que més aviat insubstancials (típic de l'«adolescent enamorada»), van aconseguir certa repercussió malgrat la poca promoció que se li va donar. Del Valle no se sentia còmoda amb el producte pop que li exigia la seva companyia, per la qual cosa va decidir trencar la relació.
Després de conèixer Alberto Comesaña i iniciar amb ell una relació sentimental, van decidir formar el reeixit grup musical Amistades Peligrosas, l'any 1990, que es va separar el 1998 i es va tornar a unir en 2003.
És fundadora, i actual presidenta, de la Plataforma de Dones Artistes contra la Violència de Gènere, que inicia la seva activitat l'any 1999, amb l'objectiu de sol·licitar als diferents partits polítics la promulgació d'una Llei Integral contra la violència de gènere, com també dur a terme una decidida campanya de sensibilització en els mitjans de comunicació social.
També ha col·laborat en diversos projectes musicals com a Tatuaje, on va interpretar la cançó María de la O. Va tenir una relació sentimental amb José Ángel Hevia.
En 2002 es van rescatar del passat alguns dels seus èxits i es va editar sota un recopilatori dels seus deu temes més reeixits; mesos més tard es van reeditar els seus dos discos.
L'any 2006 és nomenada ambaixadora de l'ONU dels Objectius del Mil·lenni (ODM), la qual cosa li va portar a recórrer el món denunciant la desigualtat i violència que sofreixen les dones.
Cristina ha continuat donant concerts per tot Espanya i gran part del món, tant en solitari com amb la Plataforma de Dones Artistes Contra la Violència de Gènere.
A l'octubre de 2013, va ser nomenada Sòcia d'Honor de l'associació Defensa Animal Regió de Múrcia - DARMUR, per la seva col·laboració contra el maltractament animal.
A l'abril de 2009 va publicar el seu més recent disc en solitari, Tiempos Rotos.
Va tornar en 2010 amb Amistades Peligrosas, de la mà de Manu Garzón, amb un nou material discogràfic titulat El arte de amar, que inclou noves versions de Africanos en Madrid, Casi nunca bailáis i Me quedaré solo. El cinc de juliol va ser publicat al canal oficial de Avispa Music el videoclip del primer senzill, Resucítame. En el mateix mes va ser publicada la cançó Con los brazos abiertos com a part de la campanya Madrid 2020.
En 2014, Del Valle debuta com bloguera en Diari Digital "Cambio16"' en una nova secció titulada Tiempos Rotos. En aquest blog es comenten diversos esdeveniments i es reflexiona sobre temes de caràcter social, des de la posició de la dona en la política fins a l'educació infantil respecte a violència.

## Discografia
En solitari
- Cris (1987)
- Siempre te metes en líos (1989)
- El dios de las pequeñas cosas (1999)
- Apuntes generales del mundo (2001)
- Sinfonía de mujeres: de Norte a Sur (2007, amb Marina Rossell i Rim Banna)
- Tiempos Rotos (2009)
- [5]

Amb Amistades Peligrosas
- Relatos de una intriga (1991)
- La última tentación (1993)
- La profecía (1995)
- Nueva era (1997)
- Grandes éxitos (1998)
- La larga espera (2003) El arte de amar (2013)

## Premis
Del Valle ha rebut diversos premis de diferents organitzacions de dones i institucions de tot Espanya personalment i com a presidenta de la Plataforma de Dones Artistes.
L'11 de novembre de 2005 en Viso de Alcor (Sevilla) es va inaugurar el carrer Cristina del Valle, en homenatge a la seva lluita en defensa dels drets de la dona.
L'any 2010 va ser guardonada amb el Premi Nicolás Salmerón de Drets Humans en la seva categoria de Defensa de la Dona.
L'agost de 2010 va ser guardonada amb "I Premio Semilla" des de l'Àrea de Desenvolupament Rural i Cultura de l'Ajuntament de Gordoncillo (Lleó) pel seu caràcter de "llavor" i aportar fruits a la societat a través dels seus múltiples compromisos personals i iniciatives en defensa dels Drets Humans, fi de la violència masclista, etc.